# Alvin C. York

Sergeant Alvin York, 1919

Alvin Cullum York (* 13. Dezember 1887 in Pall Mall, Tennessee; † 2. September 1964 im „Veterans Hospital“ in Nashville, Tennessee) war einer der am höchsten dekorierten Soldaten der US Army im Ersten Weltkrieg. Er wurde für die Leitung eines Angriffs während der Meuse-Argonne-Offensive in Frankreich auf ein deutsches Maschinengewehrnest mit der Medal of Honor und mehreren anderen Orden ausgezeichnet.

## Leben
Alvin Cullum York stammte von einem Bauernhof in der Nähe von Pall Mall in Tennessee. Er war das dritte von elf Kindern von Mary Elizabeth Brooks und William Uriah York.

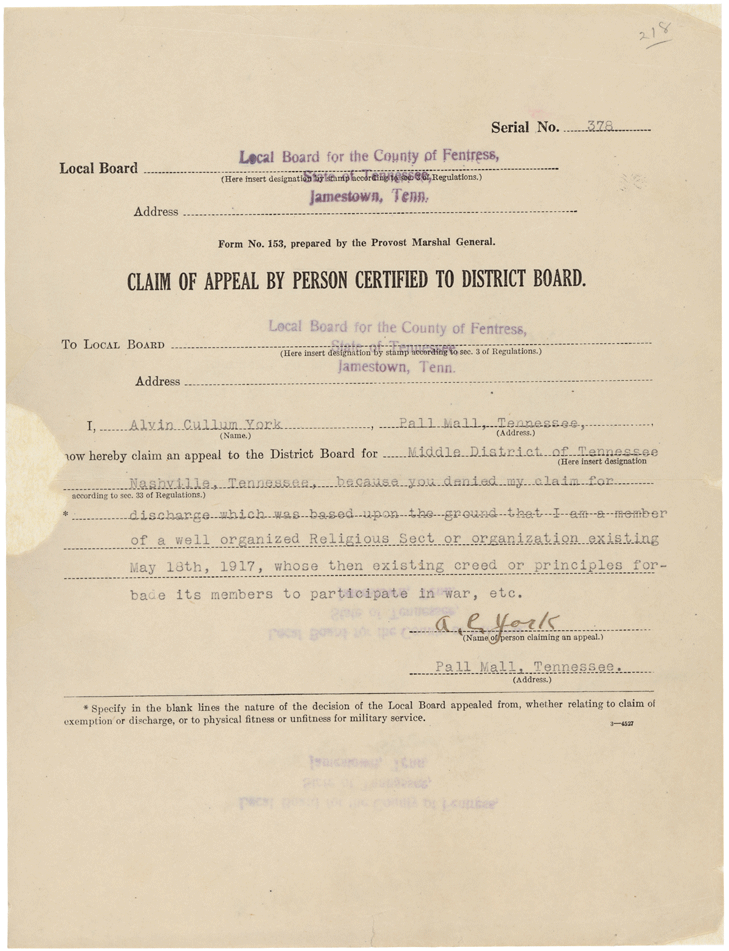
Original des Widerspruchs gegen seine Einberufung

York wurde im Jahre 1914 als Angehöriger der protestantischen Church of Christ in Christian Union streng religiös, was dazu führte, dass er gegen seine Einberufung zum Kriegsdienst am 5. Juni 1917 zunächst Widerspruch einlegte. Als Begründung gab er an, dass er als gläubiger Christ nicht töten könne. Bereits bei der Musterung hatte er auf die Frage: „Gibt es für Sie Gründe, warum Sie glauben, dieser Einberufung nicht Folge leisten zu können?“ geantwortet: “Yes. Don’t want to fight.” (deutsch: „Ja. Will nicht kämpfen.“) Nachdem seine Gründe nicht anerkannt worden waren, legte er Berufung ein, was jedoch erfolglos blieb, weil das Militär Personal benötigte.

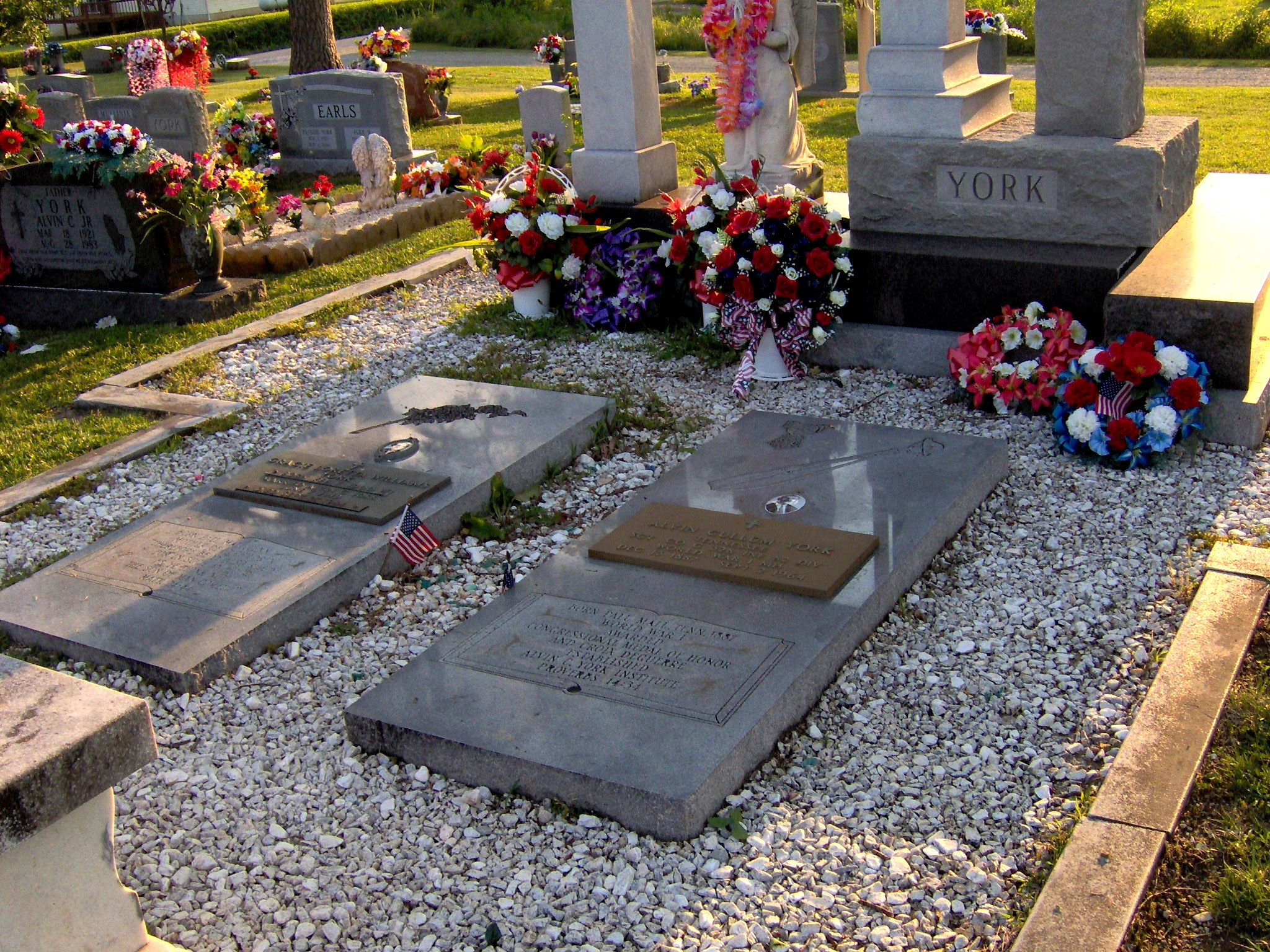
Das Grab von Alvin York und Gracie Williams York

Nach seiner Rückkehr aus dem Krieg gründete York die Alvin C. York Foundation mit der Absicht, die Ausbildungssituation seiner Heimat zu verbessern. Mitglieder im Ausschuss waren Cordell Hull, später Außenminister unter Franklin D. Roosevelt, Finanzminister William G. McAdoo und der Gouverneur von Tennessee Albert H. Roberts. Aus diesem ging dann das Alvin C. York Agricultural Institute hervor.
Während des Zweiten Weltkrieges versuchte York wieder in die Armee aufgenommen zu werden, was jedoch aufgrund seines schlechten Gesundheitszustands abgelehnt wurde (er litt zeitlebens unter gesundheitlichen Problemen). Stattdessen wurde er zum Colonel ehrenhalber des Army Signal Corps ernannt. Anschließend war er zu propagandistischen Zwecken unterwegs und besuchte vorwiegend Ausbildungslager; seine Reisekosten trug er selbst. York war außerdem Colonel des 7. Regiments der Tennessee State Guard (trotzdem wurde er von der Presse weiterhin Sgt. York betitelt).
Er starb an einer Hirnblutung. An seiner Beerdigung nahm General Matthew Ridgway als Vertreter von Präsident Lyndon B. Johnson teil. Sein Grab befindet sich auf dem Wolf River Cemetery in Pall Mall.

## Erster Weltkrieg
Im November 1917 wurde York eingezogen und zunächst in Camp Gordon in Georgia stationiert. Hier kam er in die „Company G“ des „328th Infantry Regiment“ (82nd Infantry Division). Wegen seiner anhaltenden Gewissensbisse führte er lange Gespräche mit seinem Kompaniechef und seinem Bataillonskommandeur bezüglich seiner moralischen Bedenken. Beide rieten ihm, diese noch einmal zu überdenken. Nach einem zehntägigen Heimaturlaub kehrte York mit der Überzeugung zurück, dass Gott ihm erlaubt habe, zu kämpfen, und auf ihn aufpassen würde (“…that God meant for him to fight and would keep him safe…”).

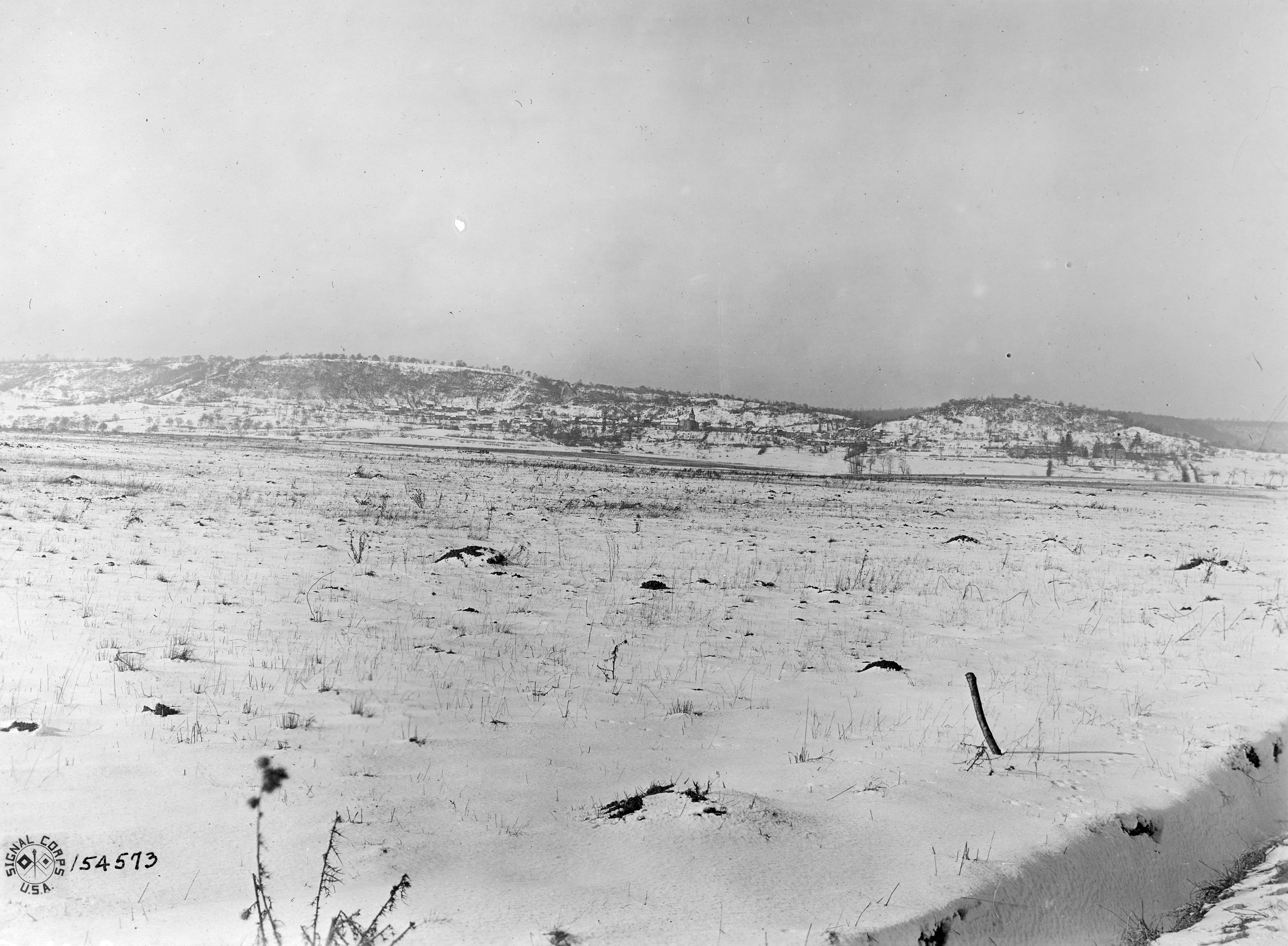
Das Kampfgelände des 328th Infantry Regiment

Am 7. Oktober 1918 wurde in den Argonnen bei Chatel-Chéhéry unter dem Kommando eines Sergeanten ein Stoßtrupp aus 18 Männern zusammengestellt, um in die deutschen Linien einzudringen und die vor der amerikanischen Front liegenden Maschinengewehre auszuschalten. Die Amerikaner überwanden den deutschen Graben und hoben einen Gefechtsstand aus, in dem sich bereits Deutsche zu einem Gegenangriff zu sammeln begannen. Sie gerieten jedoch mit ihren Gefangenen in das Kreuzfeuer der Maschinengewehre, wodurch sechs Amerikaner getötet und drei (einschließlich des Stoßtruppführers) verwundet wurden. Corporal York musste jetzt als ranghöchster Verbliebener das Kommando übernehmen. Die Männer blieben mit ihren Gefangenen in Deckung, während York einen Versuch unternehmen wollte, die Maschinengewehre zum Schweigen zu bringen. Die Munition für sein Gewehr hatte er bereits verbraucht.
Bei der Ausführung dieses Vorhabens stieß er auf einen Grabenabschnitt, aus dem heraus sechs deutsche Soldaten mit aufgepflanzten Bajonetten auf ihn eindrangen. Es gelang ihm, alle sechs mit seiner Pistole vom Typ Colt M1911 niederzuschießen. Während York das Maschinengewehrnest kampfunfähig machte, schoss der Kommandeur des I. Bataillons „Landwehr-Infanterieregiment Nr. 120“, Oberleutnant Paul Jürgen Vollmer, mit seiner Pistole mehrfach auf York, jedoch ohne ihn zu treffen. Vollmer bot daraufhin York in englischer Sprache die Kapitulation seiner Einheit an, was dieser akzeptierte. York und seine sieben Männer zogen sich daraufhin mit 132 Gefangenen im Schlepptau auf die amerikanischen Linien zurück. Diese Aktion ermöglichte dem „328th Infantry Regiment“ einen erneuten Angriff auf diesen Frontabschnitt und die Einnahme der Decauville-Eisenbahnlinie. Angeblich entspann sich später zwischen York und seinem Brigadegeneral Julian Robert Lindsey folgender Dialog: „Nun York, ich habe gehört, Sie haben die gesamte deutsche Armee gefangen genommen.“ York: „Nein, Sir, es waren nur 132“ (No sir. I got only 132.).
York wurde nach seiner Rückkehr in die eigenen Linien zum Sergeant befördert und mit dem Distinguished Service Cross ausgezeichnet. Nachdem die Angelegenheit genauer untersucht worden war, bekam er einige Monate später durch den Kommandierenden General der American Expeditionary Forces, General John J. Pershing, die Medal of Honor verliehen. Frankreich zeichnete ihn mit dem Croix de guerre und der Auszeichnung der Ehrenlegion aus. Vom italienischen Staat erhielt er das Kriegsverdienstkreuz und von Montenegro die Kriegsmedaille. York wurde insgesamt mit etwa 50 Auszeichnungen dekoriert.

## Rückkehr und beginnende Heldenverehrung

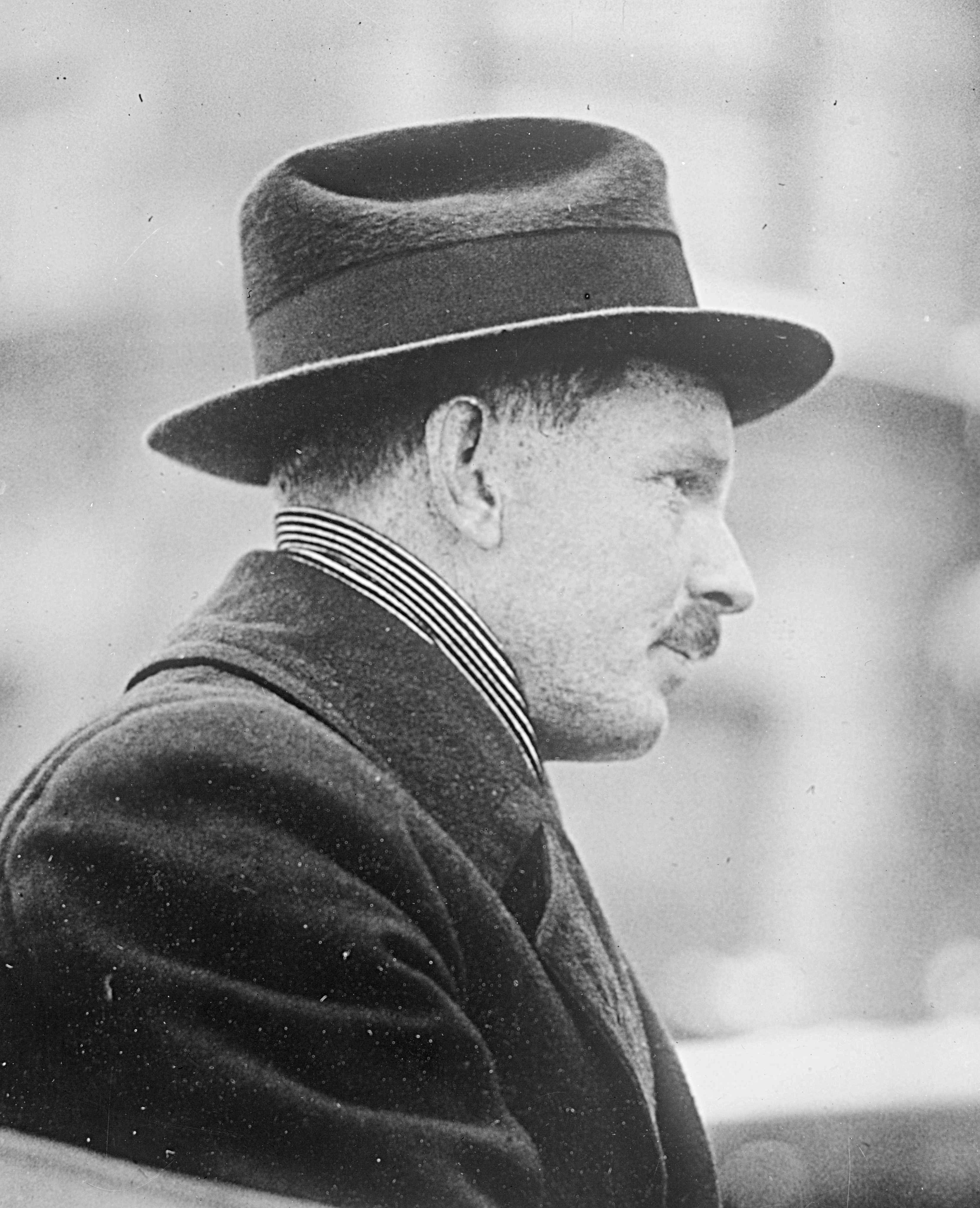
York in der Nachkriegszeit

Yorks Taten blieben zunächst in den USA unbekannt, bis am 26. April 1919 in der Saturday Evening Post vom Journalisten George Patullo der Artikel „The Second Elder Gives Battle“ erschien. Patullo berichtete über die Geschichte Yorks und stellte ihn als ungebildeten Mann dar, „der durch reine Intuition anscheinend alles richtig machte“. Daraufhin veranstaltete die „Tennessee Society“, eine Gruppe von in New York lebenden Bürgern aus Tennessee, verschiedene Feierlichkeiten, um den in die USA zurückkehrenden York willkommen zu heißen. Dazu gehörte nach seiner Ankunft in Hoboken am 22. Mai 1919 die Unterbringung im Waldorf-Astoria mit einem zu seinen Ehren gegebenen Bankett und ein fünftägiger Ausflug nach New York City und Washington D.C. in einem speziell für ihn reservierten U-Bahn-Wagen. In Washington D.C. wurde er vom Kongress eingeladen und mit Applaus empfangen. Da sich Präsident Woodrow Wilson in Paris aufhielt, wurde er in Vertretung von Verteidigungsminister Baker und dem Sekretär des Präsidenten, Joseph Patrick Tumulty, empfangen.
York begab sich dann nach Fort Oglethorpe in Georgia, wo er aus dem Militärdienst entlassen wurde.
Am 7. Juni 1919 heiratete York in Pall Mall Gracie Loretta Williams (* 7. Februar 1900; † 27. September 1984). Die Trauung wurde durch den Gouverneur von Tennessee, Albert H. Roberts, vollzogen. Auch der Staat Tennessee verlieh ihm in Nashville eine Medaille.
York lehnte es ab, aus seinem Namen Geld zu machen, und wies zahlreiche Werbeangebote zurück. Stattdessen engagierte er sich für verschiedene karitative Vorhaben. Er setzte sich auch für den Bau einer Schnellstraße in seine Heimatregion und deren wirtschaftliche Unterstützung ein. Nachdem die Schnellstraße gebaut worden war, erhielt sie den Namen „Alvin C. York Highway“. Der Nashville Rotary Club rief öffentlich zu Spenden auf, um York einen Bauernhof mit 400 acres (ca. 1,6 km²) Land zu schenken. (Es war das einzige materielle Geschenk, das er annahm.) Um das Gut war bewirtschaften zu können, lieh sich York Geld. Die Depression, die auf das Kriegsende folgte, machte auch vor York nicht halt, insbesondere da der Rotary Club das Land mit dem Bauernhof auf Raten gekauft hatte und keine weiteren Zahlungen mehr leistete. York musste die Abzahlung der Raten selbst übernehmen und geriet zunehmend in finanzielle Schwierigkeiten, was in einem öffentlichen Hilferuf endete. Lediglich der landesweite Aufruf an die Rotary Clubs und ein Spendenkonto bei der Zeitung New York World brachte genügend Geld ein, so dass York an Weihnachten 1921 finanziell saniert werden konnte.

## Zweiter Weltkrieg
Zu einem erneuten Kampfeinsatz im Rahmen des Zweiten Weltkriegs kam es nicht. Seine erneute Rekrutierung zur Armee wurde aus Alters- und Gesundheitsgründen abgelehnt. Im Range eines Majors wurde er aber in der United States Army Signal Corps als Anwerber und Truppenbetreuer eingesetzt.

## Politische Ansichten
York war der Demokratischen Partei nahestehend, erzkonservativ und das, was man heute einen Hardliner nennen würde. Er machte keinen Hehl aus seiner Ansicht, dass es ein Fehler gewesen sei, die Atombombe nicht in einem atomaren Erstschlag gegen die Russen einzusetzen. Ebenso hielt er es für einen Fehler, im Koreakrieg keine Nuklearwaffen eingesetzt zu haben. Das steigerte sich zu dem Ausspruch:

“If they can’t find anyone else to push the button, I will.”

„Wenn sie keinen anderen finden können, der den Knopf drückt, ich tue es.“

## Spätere Suche nach dem Ort des Stoßtrupp-Angriffs in den Argonnen
Der genaue Ort des Stoßtrupp-Angriffs konnte später nicht genau lokalisiert werden. Im Oktober 2006 fand Douglas Mastriano, seinerzeit Leiter der „Sergeant York Discovery Expedition“ (SYDE) im Rang eines Colonels der US Army, an dem französischen Ort, an dem man die Ereignisse um Yorks Medal of Honor vermutete, Projektile aus einer Pistole vom Kaliber .45; er nahm an, dass sie aus der Pistole von York stammen könnten. Dr. Tom Nolan, Leiter des „Sergeant York Project“ und Geograph am „R.O. Fullerton Laboratory for Spatial Technology“ der Middle Tennessee State University, vermutet die bewusste Stelle jedoch 500 Meter weiter südlich als von Mastriano lokalisiert. Die tatsächliche Stelle verbleibt unklar,  jedoch wurde an dem Ort, an dem die Pistolenkugeln gefunden wurden, ein Denkmal errichtet.

## Verfilmung und Sonstiges
York hatte es mehrfach abgelehnt, seine Lebensgeschichte verfilmen zu lassen. Erst im Jahre 1940, als er nach Finanzierungsmöglichkeiten für eine internationale Bibelschule suchte, kontaktierte er den Hollywood-Filmproduzenten Jesse L. Lasky und gab die Erlaubnis, sein Leben und die Ereignisse um die Medal of Honor 1941 in Sergeant York zu verfilmen. York wurde von Gary Cooper gespielt, der dafür den Oscar als bester Hauptdarsteller erhielt. Die Geschichte folgte jedoch nicht in allen Details der Lebensgeschichte Yorks.

## Ehrungen und Orden

### Militärische Ehrungen

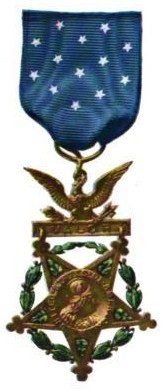
Medal of Honor

| Bandschnalle der „Medal of Honor“                             |
| Bandschnalle des „Distinguished Service Cross“                |
| Bandschnalle der „World War I Victory Medal (United States)“  |
| Bandschnalle der „World War II Victory Medal (United States)“ |
| Bandschnalle der „Légion d'Honneur“                           |
| Bandschnalle des „Croix de guerre“ mit Palme                  |
| Bandschnalle des „Croce di Guerra al Merito“                  |
| Bandschnalle der „Montenegrinische Kriegsmedaille“            |

### Sonstige Ehrungen
Nach Alvin C. York wurden benannt:
- Das „Alvin C. York Veterans Hospital“ in Murfreesboro, Tennessee.[18]
- Das von York im Jahre 1926 als private Landwirtschaftliche Hochschule im Fentress County gegründet „Alvin C. York Institute“. (Im Laufe der Depression des Jahres 1937 wurde diese Schule dann unter dem Namen „Jamestown's high school“ bekannt.)[19]
- Die „York Avenue“ in der Upper East Side von Manhattan, New York City trägt seit 1928 seinen Namen.[20]
- Das im Trauerzug mitgeführte reiterlose Pferd bei der Beerdigung von Präsident Ronald Reagan war nach Sergeant York benannt.[21]
- Das Kino in Fort Bragg (Garnison der 82nd Airborne Division) ist nach ihm benannt.[22]
- Der American-Football-Wanderpokal zwischen den Austin Peay, UT Martin, Tennessee State und Tennessee Tech heißt „Alvin C. York Trophy“.[23]
- Eine vom Bildhauer Felix de Weldon geschaffene Statue Yorks steht seit 1968 auf dem Gelände des Tennessee State Capitol.[24]
- Das „Army ROTC Program“ vergibt eine Auszeichnung an seine Kadetten, die nach York benannt ist.[25]
- Ein Denkmal an der „East Tennessee State University“ zur Erinnerung an ihre, für das Vaterland gefallenen Absolventen trägt ein Zitat von York.[26]
- Der Pulitzer-Preisträger Robert Penn Warren nahm York zum Vorbild für Figuren in zwei seiner Novellen At Heaven's Gate (1943) und The Cave (1959).[27]
- Am 5. Mai 2000 legte die US Mail eine Sondermarkenserie von verdienten Soldaten auf, in der auch York berücksichtigt wurde.[28]
- Die US Army benannte einen Flugabwehrkanonenpanzer, den M247 Sergeant York, nach ihm.
- Der Tennessee State Highway 127 heißt „Alvin C. York Highway“
- Laura Cantrells Lied „Old Downtown“ bezieht sich auf York.[29]
- Sein Wohnhaus wurde in eine Heldengedenkstätte, den „Sgt. Alvin C. York Historic Park“ umgewandelt.[30]